# Beilschmiedia mannii
Beilschmiedia mannii är en lagerväxtart som först beskrevs av Carl Daniel Friedrich Meisner, och fick sitt nu gällande namn av Robyns & Wilczek. Beilschmiedia mannii ingår i släktet Beilschmiedia och familjen lagerväxter. Inga underarter finns listade i Catalogue of Life.